# Sphaerosepalaceae
Sphaerosepalaceae là danh pháp của một họ trong thực vật có hoa. Họ này chứa 14-18 loài cây thân gỗ và cây bụi với lá sớm rụng trong 2 chi, Dialyceras và Rhopalocarpus, tất cả chúng đều là đặc hữu của Madagascar. Họ này còn được gọi là Rhopalocarpaceae (Hemsl.). Quan hệ của họ này trong phạm vi bộ Cẩm quỳ là không rõ ràng; Bayer và ctv. (1999) cho rằng họ này có quan hệ họ hàng gần (hỗ trợ yếu) với họ Trầm (Thymelaeaceae) còn Alverson và ctv. (1998) thì cho rằng họ này có quan hệ họ hàng gần với họ Điều nhuộm (Bixaceae) và họ Huỳnh hoa đăng (Cochlospermaceae).

## Hình ảnh